# Massanassa
Massanassa – gmina w Hiszpanii, w prowincji Walencja, we wspólnocie autonomicznej Walencja, o powierzchni 5,59 km². W 2011 roku liczyła 8809 mieszkańców.
W miejscowości jest przystanek kolejowy Massanassa.